# Stanno tutti bene - Everybody's Fine
Stanno tutti bene - Everybody's Fine (Everybody's Fine) è un film del 2009 diretto da Kirk Jones.
Con protagonisti Robert De Niro, Kate Beckinsale, Drew Barrymore e Sam Rockwell, è il remake dell'omonimo film del 1990 di Giuseppe Tornatore. In Brasile, Giappone e Russia il film è stato distribuito solo nella versione home video.

## Trama
Frank Goode è un pensionato, vedovo da circa 8 mesi e padre di Amy, Rosie, Robert e David, i quali hanno più di 30 anni e vivono ciascuno in una città diversa degli Stati Uniti. Frank è malato di fibrosi polmonare perché ha respirato per molti anni le polveri di PVC quando lavorava per una ditta che rivestiva i cavi elettrici e telefonici. L'anziano è anche malato di cuore, deve quindi assumere ogni giorno delle medicine e non può agitarsi.
In occasione del giorno del ringraziamento, Frank organizza una cena a casa con i propri figli, i quali non sono più tornati in quella casa dalla morte della madre. A Frank inizia però ad arrivare, da parte di ciascun figlio, una telefonata di disdetta: ognuna di queste motivata da imprevisti lavorativi o personali.
Frank decide così di andare a trovare ognuno dei suoi figli senza preavviso, ignorando i consigli del medico.
Va a New York dove vive David, il figlio più piccolo, che fa il pittore e aveva comunicato al padre di essere stato invitato a un'importante mostra d'arte proprio nel giorno del ringraziamento. Arrivato davanti a casa, non trova nessuno; aspetta tutta la notte, ma senza successo, dopodiché se ne va, lasciando sotto il portoncino di David una delle quattro lettere che aveva preparato per ciascuno dei suoi figli. Mentre si allontana dall'edificio, l'anziano nota che un negozio di arte moderna ha esposto un quadro di David in vetrina.
Frank va a Chicago dove vive la figlia Amy, che non poteva andare alla cena del padre perché suo figlio Jack era malato e non c'era nessuno che potesse prendersi cura di lui. Amy è dirigente di un'agenzia pubblicitaria, non ha mai rivelato al padre che il suo matrimonio è fallito e adesso è fidanzata con un collega. Frank si accorge che la figlia gli ha mentito dopo aver visto che il nipote Jack è in perfetta salute, oltre al fatto che non va d'accordo con il padre naturale. Amy confessa al padre di dover partire per un importante viaggio di lavoro, è in realtà una scusa per allontanarlo: deve partire per il Messico dove David si trova in prigione, dopo essere stato trovato in possesso di droga.
Da quel momento, inizia una serie di telefonate tra ciascuno dei figli e si scoprono alcuni episodi spiacevoli delle loro vite. Ognuno dei fratelli promette di non rivelare al padre che David è in una prigione messicana, in modo da evitare che lo stress e il dispiacere possano causargli altri problemi di salute.
Frank va a Denver, dove abita il figlio Robert. Frank è sempre stato convinto che suo figlio sia il direttore di un'orchestra sinfonica, ma scopre che in realtà è un percussionista e che quindi ha dovuto accontentarsi di quel poco che gli ha offerto la vita. Robert rassicura il padre di essere felice così come è, ma il suo nervosismo e le risposte compiacenti rivelano il contrario. Il musicista annuncia al padre che il mattino seguente deve partire per una tournée in Europa e che non può ospitarlo. Anche questa è una scusa per non parlare al padre dei suoi fallimenti e per allontanarlo, poiché tramite le sorelle Amy e Rosie aveva scoperto che David è stato ricoverato in un ospedale messicano per avere ingerito alcool e droga.
Frank decide di spostarsi a Las Vegas dove vive e lavora la figlia Rosie. Durante il tragitto dal Colorado al Nevada, alla stazione dei treni un balordo aggredisce Frank e gli distrugge il contenitore con le pillole per il cuore. Frank riesce a recuperarne qualche frammento e si rende conto che dovrà rientrare presto a casa perché non può rimanere senza farmaci. Oltre a questo, Frank perde l'ultimo treno per Las Vegas perché non ha calcolato il fuso orario e arriva dalla figlia con molte ore di ritardo. Rosie è una ballerina in forte difficoltà economica che ha avuto un neonato da una precedente relazione, e che adesso vive con la sua compagna, ma Rosie non ha mai rivelato al padre né di essere una madre single, né la sua bisessualità, perché ha sempre pensato che il genitore non sarebbe stato in grado di comprendere questi orientamenti. Frank scopre la verità sul neonato e ascolta per caso un messaggio telefonico di un uomo che invita Rosie ad andarsene dall'appartamento in cui alloggia. Frank decide alla fine di tornare a casa il mattino seguente con un aereo rassicurando Rosie che andrà tutto bene, anche se è la prima volta che vola. Appena imbarcato, Rosie telefona ad Amy per avere notizie di David e scopre che il fratello non è ricoverato né incarcerato. Attraverso un impiegato dell'ambasciata americana in Messico, Amy sta cercando di capire cosa sia successo esattamente.
Durante il volo Frank è nervoso e sconsolato perché ha scoperto che i figli sono infelici e non hanno avuto il coraggio di raccontargli la verità. Intanto comincia ad avvertire dei dolori al petto perché non sta assumendo i farmaci per il cuore e, dopo qualche minuto, subisce un arresto cardiaco e sviene. Mentre è svenuto, Frank sogna i suoi figli ancora bambini che gli raccontano la verità sulle loro vite. Affermano di essere stati costretti a mentire perché non volevano ferire i sentimenti del padre e deludere le sue aspettative dopo tutti i sacrifici che aveva fatto per loro.
Frank si risveglia all'ospedale e tutti i figli, tranne David, sono al suo capezzale. I figli gli confessano che David era caduto in una profonda depressione dopo la morte della madre e Amy gli confessa che in realtà stava partendo per il Messico, dove avrebbe scoperto che il fratello era morto di overdose. Inoltre David, prima di allontanarsi da New York City, aveva disimpegnato l'appartamento e venduto tutte le sue cose. Frank, alla tragica notizia, piange devastato.
Dopo qualche giorno Frank viene dimesso dall'ospedale e torna a New York City per comprare il quadro di David che aveva visto al negozio di arte moderna. La titolare del negozio dice che conosceva David e che le raccontava di essere diventato un artista grazie al padre. La donna mostra un altro quadro di David che raffigura un paesaggio con dei pali pieni di cavi elettrici e telefonici. Frank capisce che David lo amava profondamente e che gli era grato per tutti i sacrifici compiuti per mantenere la famiglia e permettere ai figli di seguire i loro sogni.
La famiglia di Frank si riunisce quindi per la festa di Natale, ricordando i bei momenti.

## Produzione
La maggior parte delle scene è stata girata tra il Connecticut e New York, mentre alcune riprese si sono svolte all'Università di Yale (New Haven).

## Colonna sonora
Il cantautore britannico Paul McCartney ha composto per questo film la ballata (I Want to) Come Home, candidata al Golden Globe per la migliore canzone originale.

## Distribuzione
Il film è uscito negli Stati Uniti il 4 dicembre 2009, mentre in Italia è stato distribuito con circa un anno di ritardo, il 12 novembre 2010.

## Accoglienza

### Incassi
In tutto il mondo il film ha avuto un incasso complessivo di 16271920 $ americani. In Italia il film ha incassato 1486761 €.

## Riconoscimenti
- 2010 - Golden Globe
  - Candidatura Migliore canzone originale ((I Want to) Come Home) a Paul McCartney
- 2009 - Critics' Choice Movie Award
  - Candidatura Miglior canzone ((I Want to) Come Home) a Paul McCartney
- 2010 - GLAAD Media Awards
  - Candidatura Miglior film della grande distribuzione
- 2009 - Hollywood Film Festival
  - Miglior attore protagonista a Robert De Niro
- 2009 - Denver Film Critics Society
  - Candidatura Miglior canzone originale ((I Want to) Come Home) a Paul McCartney
- 2010 - World Soundtrack Awards
  - Candidatura Miglior canzone ((I Want to) Come Home) a Paul McCartney

## Differenze dal primo film
Il film originale finiva con il padre che andava a trovare la moglie al cimitero, raccontandole che stavano tutti bene.
Nel remake, nell’ultima scena la famiglia si riunisce, mangiando il tacchino, il Giorno del Ringraziamento.

## Curiosità
David è l'unico figlio che non appare mai nel film. L'unico istante in cui lo si vede è in una scena in cui Frank, ricoverato in ospedale, immagina che il figlio, ormai morto, sia accanto a lui.